# Bojana Stamenov
Bojana Stamenov (in serbo Бојана Стаменов?; Belgrado, 24 giugno 1986) è una cantante serba, che ha rappresentato il suo paese all'Eurovision Song Contest 2015 con la canzone Beauty Never Lies.

## Biografia
Bojana Stamenov è nata il 24 giugno 1986 a Belgrado in Serbia. Ha iniziato a cantare all'età di sette anni e durante le scuole secondarie ha intrapreso lezioni di chitarra, liuto e canto.

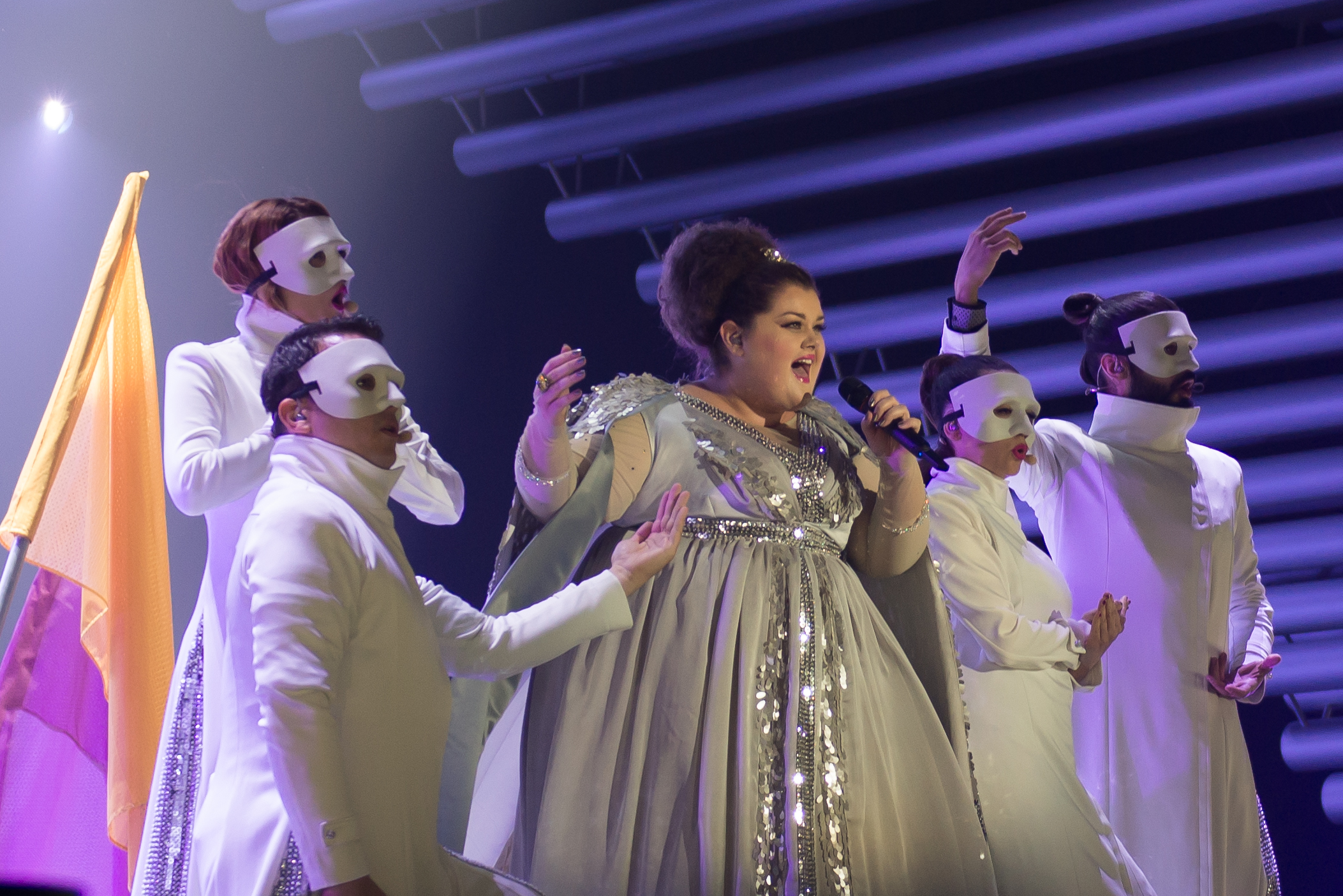
Bojana Stamenov durante la sua esibizione all'Eurovision Song Contest 2015

Nel 2012 ha preso parte alla versione serba del programma Got Talent, intitolata Ja imam talenat! dove ha cantato brani di Chaka Khan, James Brown e Aretha Franklin, arrivando tra i finalisti. Inoltre ha partecipato ad alcuni spettacoli al Teatro Boško Buha di Belgrado. Il 15 febbraio 2015 ha vinto il concorso "Serbia sings for Vienna" con la canzone Ceo Svet Je Moj per cui è stata scelta per partecipare all'Eurovision Song Contest 2015 in rappresentanza del paese nativo. Il brano da lei cantato è la versione inglese di quello presentato alla manifestazione, col titolo  Beauty Never Lies.
La cantante si è esibita durante la prima semifinale e ha ottenuto la possibilità di accedere alla finalissima del 23 maggio 2015 dove è stata l'ottava artista ad esibirsi. Si è classificata al decimo posto con 53 punti.

## Discografia parziale

### Singoli
- 2015 - Beauty Never Lies